# Madison Clark
Pour les articles homonymes, voir Clark.
Madison Clark est un des personnages principaux de la série télévisée Fear the Walking Dead, interprétée par Kim Dickens et doublée en version française par Rafaèle Moutier.

## Biographie fictive

### Saison 1
Elle est la compagne de Travis. Nick et Alicia sont ses deux enfants.
Au début du premier épisode Travis et elles reçoivent un appel téléphonique de l'hôpital pour leur signaler que le fils de Madison a été victime d'un accident.
Arrivant à l'hôpital elle parle au médecin et lui explique que Nick est toxicomane.
Quand Nick lui raconte ce qu'il a vu elle refuse de le croire, par la suite elle retourne travailler dans son établissement. À l'entrée, un élève prénommé Tobias tente de passer outre au détecteur de métaux, Madison fouille ses poches et annonce au directeur, présent sur les lieux de l'incident, que l'élève dispose de 77 cents. Par la suite, Madison emmène Tobias dans son bureau et lui réclame le couteau qu'il porte.
Tobias lui dit qu'il veut le garder pour se défendre car un virus ou un microbe touche le pays, elle lui répond qu'il passe trop de temps sur internet.
Vers le milieu de l'épisode elle se rend, accompagné de Travis, chez Calvin, un ami de Nick, pour savoir si ce dernier, qui a fugué de l'hôpital, a tenté de prendre contact avec lui.
À la fin, à la suite de l'appel téléphonique de Nick à Travis, elle retourne chercher son fils. Au moment de repartir ils voient Calvin marcher en direction de l'arrière de la voiture Travis arrête la voiture. Calvin, manifestement décédé, tourne alors sa tête vers Madison. La famille comprend qu'il se passe de graves événements. 

### Saison 2
En développement

### Saison 3
En développement

### Saison 4
Madison n'apparaît que dans les flashback.
Après la destruction du barrage, en cherchant ses enfants, Madison rencontre Althea et tente de la voler mais celle-ci se défend et veut entendre l'histoire de Madison. Madison raconte son histoire et Althea lui donne de la nourriture pour sa quête.
Arpentant le Texas, Madison fini par retrouver Nick, Alicia, Strand et Luciana et les amène à un stade qu'elle avait précédemment repéré. Madison et le groupe fortifie le stade et y accueille d'autres survivants. 
1 an après leur installation, le groupe recueille une petite fille du nom de Charlie.

### Saison 7
Morgan est sauvé de survivants hostiles par une femme qui s'avère être Madison. Madison kidnappe sa fille Mo prétextant qu'elle sera mieux sans lui et le menace de ne pas essayer de le suivre. Contactant son groupe, Madison laisse Mo et part sur les traces d'un autre bébé.
Madison manipule Ava pour connaître son emplacement et celui de son bébé et affronte des rôdeurs. L'effort lui fait prendre conscience que sa bouteille à oxygène est vide. Se rendant dans un centre médical, Madison est retrouvée par Morgan qui veut connaître l'emplacement de Mo. Madison lui parle que son groupe est puissant et qu'il fait ça pour offrir un meilleur avenir aux enfants.
Madison amène Morgan à l'endroit où se trouve Mo mais celle-ci a déjà été récupérée par PADRE choquant Morgan, Madison profite d'une distraction pour attaquer Morgan qui la maîtrise et découvre sa véritable identité. Madison l'interroge et Morgan dit que ses enfants Nick et Alicia lui on parlé d'elle et de son sacrifice au stade. Madison l'interroge sur le sort de ses enfants et passe un marché avec Morgan. 
Morgan et Madison se rendent auprès de Ava mais la situation dégénère quand Ava comprend les intentions de Madison. Morgan révèle finalement les morts de Nick et Alicia (tout en avouant ne pas avoir vu Alicia mourir) faisant s'effondrer Madison. Comprenant la manipulation de PADRE, Madison décide d'aider Morgan a récupérer son enfant.
Pour entrer à PADRE, Madison présente Morgan comme un autre collectionneur et ce dernier donne des informations sur les radeaux de son groupe notamment sur la grossesse de Sherry. PADRE accepte d'amener Morgan et Madison.

### Saison 8
Madison et Morgan sont amenés à PADRE ou ces derniers disent avoir trouvé le groupe. PADRE veut faire de Morgan un collectionneur et le test en lui faisait écouter sa fille forçant Madison et Morgan à se battre contre les gardes. PADRE menace Madison mais cette dernière dit de n'avoir plus rien à perdre. S'échappant avec MO jusque dans les marais, le trio est capturé par PADRE et Madison emprisonnée.
Sept ans plus tard, Madison tente de convaincre une recrue de la libérer mais échoue. Plus tard, Madison reçoit la visite hebdomadaire de Shrike venu lui prélever son sang, elle attaque le garde lui arrachant son arme et tente de se suicider mais le chargeur est vide, Shrike affirme que PADRE ne laissera pas Madison mourir. Quelques heures plus tard, Madison revoit de nouveau la recrue et arrive à la manipuler pour s'enfuir tout en lui avouant qu'elle s'appelle Mo et est la fille de Morgan Jones. Mo ne la croit pas mais Madison décide de l'emmener loin de PADRE.
S'éloignant de l'île, Mo tente de s'échapper et contacte PADRE mais Madison la rattrape et tente de repousser une petite horde avant que Morgan ne les sauvent. Madison présente Mo à son père et demande des explications sur sa présence à PADRE, Morgan dit avoir passé un accord avec eux et dit qu'il va ramener Mo à PADRE. Morgan est également informé qu'il doit tuer Madison mais celle-ci arrive à prendre le dessus.
Se frayant un chemin dans le marais jusqu'à une péniche, Madison raconte à Mo comment elle s'est détournée de PADRE à la suite de leur mensonge sur la survie de ses enfants et que c'était la raison pour laquelle elle avait aidée Morgan à la sauver de PADRE. Morgan remarque les prélèvements de sang de Madison et s'excuse ignorant qu'elle avait passée ses sept dernières années en cellule. Madison demande à Morgan ce qu'il est advenu de Strand, Luciana et Daniel mais Morgan ignore où ils sont.
La péniche se fait encerclé par les rodeurs et la font couler, Madison reste en arrière pendant que Morgan et Mo tente de se frayer un chemin et le trio est sauvée par Grace. En sécurité, Madison se rend compte que PADRE tient tout le groupe de Morgan et qu'il s'approche de leur position. Mo refuse de revenir sur l'île après avoir appris la vérité mais Morgan la rejette et le groupe est de nouveau capturé par PADRE.
Madison et Morgan sont amenés dans un endroit inconnu où Madison l'interroge sur ses doutes sur le fait d'être le père de Mo. Morgan dit qu'il ne peut pas être la personne auquel Mo a besoin. Madison l'incite à réparer le problème et simule un problème de toux forçant le conducteur à s'arrêter. Madison combat les gardes et encourage Morgan à fuir et à se battre pour sa fille.
Madison est amené dans un wagon médical de PADRE où elle retrouve June ce qui la choque croyant que Madison était morte au stade. June lui parle que PADRE prélève son sang en raison du fait qu'Alicia a combattu la morsure sept ans plus tôt et quand tant que mère c'était peut être génétique. Madison demande à June de trouver un dossier avec le vrai nom des enfants mais celle-ci hésite en raison que ces précédents actions contre PADRE lui avait explosé au visage. Mais June se rappelle du sacrifice de Madison au stade et qu'elle l'avait sauvée et lui jure de rester à ses côtés jusqu'à la fin. June demande que Madison soit sous sédatif pendant le test mais Shrike refuse mais juste avant que la tête du rôdeur la morde, Mo monte dans le wagon et débranche le dispositif permettant à June de prendre l'avantage et de libérer Madison et le trio arrive à s'enfuir.
Le trio est arrêté par un groupe armée qui ne fait pas partie de PADRE mais que Madison reconnaît comme étant les parents des enfants qu'elle a enlevée ces dernières années. Madison et June sont surpris que ce groupe soit dirigé par Daniel. Daniel admet à Madison qu'il a toujours pensé qu'elle était en vie, cette dernière dit qu'elle n'est pas fière de ce qu'elle a fait et Daniel admet la même chose, ils décident de s'unir pour réunir parents et enfants sur PADRE. Daniel dit que PADRE le considérait comme trop vieux pour être utile expliquant que certains sont sur l'île, d'autre sur différents avant-poste.